# 안골천 (울산)
안골천은 울산광역시 중구 다운동의 울산 양어장낚시터에서 발원하여 서류하다가 태화강의 지류인 구룡천으로 흘러드는 하천이다.